# Alec Secăreanu
Alexandru „Alec“ Secăreanu (* 4. Dezember 1984 in Bukarest), auch als Alec Secareanu oder Alexandru Secareanu geführt, ist ein rumänischer Schauspieler.

## Leben

### Ausbildung und Theaterarbeit
Alec Secăreanu wurde als Alexandru Secăreanu in Bukarest geboren. Er absolvierte ein Schauspielstudium an der dortigen Nationalen Universität für Theater- und Filmkunst „I.L. Caragiale“ (UNATC), das er 2007 abschloss. Daraufhin begann Secăreanu als Theaterschauspieler sowohl an unabhängigen Bühnen, als auch in Stücken staatlicher Theater in Erscheinung zu treten, darunter das Nationaltheater Bukarest. Neben Auftritten auf Theaterfestivals in Bukarest, Hermannstadt, Timișoara, Brăila und Piatra Neamț, begab er sich auch auf Gastspielreisen durch Europa.
2014 arbeitete Secăreanu für eine mehrmonatige Installation auf der Biennale di Venezia mit Alexandra Pirici zusammen.
Größere Bekanntheit brachte Secăreanu Ende 2015 die Hauptrolle des Tyler Durden in der 60.000 Euro teuren unabhängigen Theaterproduktion Fight Club unter der Regie von Ilinca Radulian ein. Die Bukarester Produktion von Les Ateliers Nomades, die er mitinitiiert hatte, adaptierte Chuck Palahniuks gleichnamigen Roman für die Bühne.

### Rollen im Film und Fernsehen
Parallel zur Arbeit am Theater trat Alec Secăreanu ab Mitte der 2000er-Jahre in rumänischen Fernsehserien in Erscheinung und übernahm Rollen in Kurzfilmen. Viel gelernt habe Secăreanu eigenen Angaben zufolge bei den Dreharbeiten zum Kurzfilm Casting Call von Conrad Mericoffer, bei dem er mit dem bekannten rumänischen Schauspieler Victor Rebengiuc zusammenarbeitete, den er gemeinsam mit Marcel Iureș verehrt. Ab 2014 kürzte er seinen Vornamen von Alexandru in „Alec“ ab. 2016 war Secăreanu mit kleinen Rollen in dem britischen Kinofilm Die Auserwählten – Helden des Widerstands von Jasmin Dizdar und dem US-amerikanischen Fernsehfilm The Saint von Simon West vertreten.
Internationale Bekanntheit brachte Secăreanu 2017 seine erste Kinohauptrolle in Francis Lees God’s Own Country ein. In dem preisgekrönten Drama war er als rumänischer Wanderarbeiter Gheorghe zu sehen, der auf einem Bauernhof im englischen Yorkshire eine Affäre mit einem gleichaltrigen Schafzüchter (dargestellt von Josh O’Connor) beginnt. Regisseur Lee hatte auf die Besetzung eines rumänischen Schauspielers in der Rolle des Gheorghe bestanden, woraufhin Secăreanu als einer von drei möglichen Darstellern zu anderthalbmonatigen Proben mit Leinwandpartner O’Connor nach London eingeladen worden war. Nachdem er den Zuschlag für die Rolle erhalten hatte, folgten vor dem Filmdreh zwei weitere Wochen Proben. „Die zweiwöchigen Proben halfen mir, die Figur aufzubauen, da ich auf dem Hof arbeiten musste, ich lernte mit Kühen und Schafen zu arbeiten, die Geburt von Lämmern zu beobachten, Schafhufe zu schneiden, Käse zu machen […]“, so Secăreanu. Sein Auftritt in God’s Own Country brachte ihm einen Londoner Agenten, die Mitgliedschaft in der britischen Schauspielergewerkschaft sowie eine Nominierung für den British Independent Film Award ein. Zu einer erneuten Zusammenarbeit mit Francis Lee kam es 2020 bei dessen Filmdrama Ammonite, in dem Secăreanu an der Seite von Kate Winslet und Saoirse Ronan eine Nebenrolle bekleidete.
Alec Secăreanu lebt in Bukarest. Parallel zu seiner Arbeit als Schauspieler arbeitete er sporadisch als Castingassistent und war an der Produktion rumänischer Kurzfilme beteiligt.

## Filmografie (Auswahl)
- 2006: Daria, iubirea mea (Fernsehserie)
- 2007: Scurta Revedere (Kurzfilm)
- 2007: Cu un pas înainte (Fernsehserie, 2 Folgen)
- 2011: Visul lui Adalbert
- 2011: Pariu cu viața (Fernsehserie, 2 Folgen)
- 2011: Matasari (Kurzfilm)
- 2013: Thirty (Kurzfilm)
- 2014: Fetele lu’ dom’ Profesor (Fernsehserie)
- 2014: Love Bus: cinci povești de dragoste din București
- 2015: Candy Crush (Kurzfilm)
- 2016: Minte-mă frumos în Centrul Vechi
- 2016: Die Auserwählten – Helden des Widerstands (Chosen)
- 2016: The Saint (Fernsehfilm)
- 2016: Tudo
- 2017: God’s Own Country
- 2019: Baptiste (Fernsehserie, 5 Folgen)
- 2020: Ammonite
- 2020: Amulet – Es wird dich finden
- 2020: The Bike Thief
- 2022: Ruxx (Fernsehserie, 8 Folgen)
- 2023: Happy Valley – In einer kleinen Stadt (Happy Valley, Fernsehserie, 2 Folgen)
- 2023: Spy/Master (Fernsehserie, 6 Folgen)
- 2024: The Veil (Miniserie, 4 Folgen)

## Auszeichnungen
- 2017: Nominierung für den British Independent Film Award für God’s Own Country (Bester Hauptdarsteller)